# Beck-Ola
Beck-Ola – album studyjny brytyjskiego zespołu muzycznego The Jeff Beck Group. Wydawnictwo ukazało się w czerwcu 1969 roku nakładem wytwórni muzycznej Epic Records. 23 czerwca 2000 roku płyta uzyskała status złotej w Stanach Zjednoczonych.

## Lista utworów
Opracowano na podstawie materiału źródłowego.
| Nr | Tytuł utworu                    | Autorzy                                   | Długość |
| -- | ------------------------------- | ----------------------------------------- | ------- |
| 1. | „All Shook Up”                  | Otis Blackwell, Elvis Presley             | 4:50    |
| 2. | „Spanish Boots”                 | Ronnie Wood, Jeff Beck, Rod Stewart       | 3:34    |
| 3. | „Girl From Mill Valley”         | Nicky Hopkins                             | 3:45    |
| 4. | „Jailhouse Rock”                | Jerry Leiber and Mike Stoller             | 3:14    |
| 5. | „Plynth (Water Down the Drain)” | Hopkins, Wood, Stewart                    | 3:05    |
| 6. | „The Hangman's Knee”            | Tony Newman, Beck, Hopkins, Stewart, Wood | 4:47    |
| 7. | „Rice Pudding”                  | Hopkins, Wood, Beck, Newman               | 7:22    |
|    |                                 |                                           | 30:37   |

## Listy sprzedaży
| Lista           | Kraj              | Pozycja |
| --------------- | ----------------- | ------- |
| Billboard 200   | Stany Zjednoczone | 15      |
| UK Albums Chart | Wielka Brytania   | 39      |